# Pain of Salvation
Pain of Salvation ist eine Progressive-Metal-Band aus Eskilstuna, Schweden.

## Herkunft des Namens
Der Name „Pain of Salvation“, der auf Deutsch etwa „Schmerz der Erlösung“ bedeutet, stammt von Daniel Gildenlöw, der damit eine Art Gleichgewicht der Gegensätze im Leben darstellen wollte: gut und böse, Licht und Dunkelheit, Schmerz und Erlösung:

“I wanted a name that meant something, a name that was more than a cool expression. For me, Pain of Salvation has the meaning of balance. Taking the good with the bad. It is also a good expression in everyday use, when something does not go the way you planned; "well, that’s just the pain of salvation," to indicate that this is just a slight setback on an otherwise painless journey towards your goal.”

„Ich wollte einen Namen, der etwas bedeutete, einen Namen, der mehr als bloß ein cooler Ausdruck war. Für mich hat „Pain of Salvation“ die Bedeutung von Gleichgewicht. Das Gute zusammen mit dem Schlechten nehmen. Es ist auch ein guter Alltagsausdruck, beispielsweise wenn etwas nicht so läuft wie geplant: „Ach, das ist nur der Schmerz der Erlösung“, um aufzuzeigen, dass es lediglich ein kleiner Rückschlag auf einer ansonsten unproblematischen Reise hin zum eigenen Ziel ist.“

Die Band hieß bis 1991 allerdings noch Reality. Die Namensänderung begründet Gildenlöw mit seinem persönlichen Charakterwandel:

“I formed my first band at eleven, I called it Reality. When I turned 15, I decided to change, because I did not the same as in the age of 11. I tried to come up with a new band name. It was during a math lesson, I was writing band names. I wrote Pain of Salvation and it stuck. I showed it to my classmate, who later became a member of the band, he said too long, nobody would remember that!”

„Ich gründete meine erste Band mit elf Jahren, ich nannte sie Reality. Als ich 15 wurde, beschloss ich, ihn zu ändern, weil ich nicht mehr derselbe war wie mit 11. Ich versuchte, mir einen neuen Bandnamen einfallen zu lassen. Während ich in einer Mathematikstunde Bandnamen aufschrieb, schrieb ich „Pain of Salvation“ und es blieb hängen. Ich zeigte es einem Klassenkameraden, der später Bandmitglied wurde, er sagte „zu lang, niemand könnte sich den merken!““

## Bandgeschichte

### Die frühen Tage (1984–1986)
Die Band wurde bereits 1984 vom damals elfjährigen Daniel Gildenlöw unter dem Namen Reality gegründet. Eines der ersten Mitglieder war Daniel Magdic, der bis nach der Aufnahme des ersten Albums im Jahre 1997 in der Band blieb. 1987 qualifizierte sich Reality für die Teilnahme beim jährlichen schwedischen Bandwettbewerb Rock-SM, durch den Jahre zuvor unter anderem auch Europe bekannt wurden. Sie waren die jüngsten Teilnehmer in der Geschichte des Wettbewerbs, Daniel Gildenlöw gewann dabei den Preis für den besten Sänger.
Das Jahr 1990 war von verschiedenen Besetzungswechseln geprägt, als Gildenlöw und Magdic Schwierigkeiten hatten, ihre Ideen mit der bisherigen Besetzung musikalisch umzusetzen. Insbesondere stießen der damals 14-jährige Schlagzeuger Johan Langell und der Bassist Gustaf Hielm dazu. Ein Jahr später fand die Umbenennung in „Pain of Salvation“ statt. Die nächsten drei Jahre konnte die Band verschiedene Erfolge bei Wettbewerben in Schweden verbuchen; einige der Lieder aus dieser Zeit befinden sich auf den frühen Alben.
Gustaf Hielm wurde 1994 von Daniel Gildenlöws jüngerem Bruder Kristoffer Gildenlöw ersetzt; diese neue Bandbesetzung blieb über Jahre hinweg stabil und führte bald zur Aufnahme der ersten ernsthaften Demo „Hereafter“, die sowohl altes als auch neues Material enthielt und als Bewerbung bei einem Plattenlabel gedacht war. Da den Aufnahmen aber noch das Keyboard fehlte, begab sich die Band auf die Suche nach einem geeigneten Keyboarder. Fredrik Hermansson, der über einen Kommilitonen die Hereafter-Aufnahme hörte, wurde zum Probespielen eingeladen und wurde 1996 dann das fünfte Bandmitglied.

### Das erste Album (1996–1997)
Zwei der ersten Adressaten, an die die Demo geschickt wurde, waren Marquee/Belle Antique (ein japanisches Label) und Roasting House (ein Aufnahmestudio in Malmö). 1997 fanden die Aufnahmen für das erste Album „Entropia“ im Roasting-House-Studio statt. In Asien wurde das Album von Marquees Avalon-Label ab August vertrieben und erntete positives Medienecho. Durch die aufkommende Verbreitung von Online-Musikläden verbreitete sich Entropia international, was Pain of Salvation weiter bekannt machte und einen weiteren Plattenvertrag mit dem rumänischen Label SC Rocris Discs einbrachte.
Das Album wurde in Europa erst 1999 durch InsideOut Music veröffentlicht, nachdem das zweite Album „One Hour by the Concrete Lake“ sich erfolgreich verkaufte. Auch in Südamerika kam es erst in jenem Jahr zur Veröffentlichung, dort durch Hellion Records.

### Das Nachfolgealbum und der Plattenvertrag
Noch während der Vorbereitungen für das zweite Album verließ Daniel Magdic die Band, Grund waren die ständigen Meinungsverschiedenheiten mit den anderen Mitgliedern bezüglich des erfolgsbedingten gestiegenen Zeitaufwandes. Nach einem kurzen Auswahlverfahren wurde er durch Johan Hallgren ersetzt, der bereits vorher mit Magdic in der Band Crypt of Kerberos spielte. Hallgren wurde sofort in die Aufnahme des zweiten Albums eingebunden, obwohl das für ihn ein enormes Lernpensum in kurzer Zeit bedeutete. Da sich Daniel Gildenlöw über die Komplexität der Gitarrenparts bewusst war, bereitete er sich bereits darauf vor, die Parts selbst einzuspielen, doch Hallgren überraschte die Band damit, dass er in nur drei Wochen alle Stücke lernte und somit als vollwertiges Bandmitglied fungieren konnte. Infolgedessen wurde er im April 1998 offiziell Magdics Nachfolger.
Das entstandene Album „One Hour by the Concrete Lake“ wurde in Asien ab Juli 1998 wieder von Avalon vertrieben und war dabei noch erfolgreicher als der Vorgänger. Schnell wurde es als Meisterwerk betitelt und erhielt große Beachtung von Fans und Magazinen weltweit. Es wurde als schwerer, düsterer und ausgereifter als „Entropia“ beschrieben und erreichte eine so große Resonanz, dass die Begeisterung auch nach Europa überschwappte. Dies führte letztlich zum Plattenvertrag mit dem progressive-rock-orientierten Label InsideOut Music und später auch zum US-amerikanischen Ableger InsideOut Music America. In Südamerika führte wie schon zuvor Hellion das Album ein, es kam im Mai 1999 heraus.
Ebenfalls im Jahr 1999 bestritt die Band eine Europatournee, bei der sie bei anderen Progressive-Metal-Bands wie Threshold (in Großbritannien) oder Eldritch (in Italien) als Vorband spielten. Auch kam der erste Auftritt beim ProgPower-Festival in den Niederlanden zustande.

### Würdigung durch Kritiker (2000–2003)
Nach einer kurzen Pause nahm Pain of Salvation die Aufnahme des dritten Albums The Perfect Element, Part I im Juli 2000 in Angriff. Nachdem es im Oktober desselben Jahres veröffentlicht wurde, erntete es international enormen Beifall. Die Band tourte daraufhin erneut in Europa und war außerdem in den USA beim ProgPower USA zu hören.
Bereits ein Jahr später fanden die Aufnahmen für das vierte Album Remedy Lane statt, das in nur zwei Monaten der Hand Daniel Gildenlöws entsprang. Als es im Januar 2002 auf den Markt kam, wurde es von der Progressive-Metal-Community mit Lob überschüttet und als das bis dato beste Werk bezeichnet. Während der darauf folgenden Tournee wurde Pain of Salvation als Special-Guest-Vorband von Dream Theater gebucht.
Beiden Alben wurde nachgesagt, das Genre mit Originalität und Diversität zu erfrischen, nachdem es von vielen bereits als stagnierend empfunden wurde:

„Man kann sich des Eindrucks der Stagnation nicht erwehren. Wie über den Proglegenden der seligen 70er, so hängt heute das Leichentuch der Einfallslosigkeit über dem Progmetal-Genre. Wo sind die Ideen, wo die Originalität, wo das frische Blut? Quo vadis? Fast könnte man verzweifeln, schiene nicht im düster’n Schweden ein Lichtlein in der grauen Nacht. Wohl keine Progmetalband wurde in den letzten Jahren so hitzig diskutiert, verdammt und vergöttert wie Pain of Salvation, die 2000 mit The Perfect Element pt.I ihr weithallendes „!“ hinter das „Wir leben noch“ des Progmetal setzten.“

Sie werden oft für den gelungenen Zusammenhang des Konzeptes gelobt. The Perfect Element, Part I betrachtet die Ereignisse, die einen Menschen auf seinem Weg von der Jugend in das Erwachsenenalter formen.  Das 2007 erschienene Album „Scarsick“ kann trotz des abweichenden Namens als The Perfect Element, Part II verstanden werden. Remedy Lane beschreibt eine teils autobiografische, teils fiktive Geschichte aus Daniel Gildenlöws Leben, in der er sich mit den Themen Liebe, Wollust und dem Wunder der Geburt auseinandersetzt. Beide Alben wurden erneut im Roasting-House-Studio aufgenommen.
Am 12. Mai 2003 gab Pain of Salvation ein Akustikkonzert in ihrer Heimatstadt Eskilstuna vor rund 80 Besuchern, das aufgezeichnet und 2004 unter dem Namen „12:5“ veröffentlicht wurde, eine Anspielung auf das Konzertdatum. Die dabei gespielten Lieder, darunter Werke der Alben Remedy Lane und The Perfect Element, Part I, weichen dabei teilweise stark von den Albumversionen ab, weil Daniel Gildenlöw nicht einfach ein Unplugged-Album einspielen, sondern etwas Besonderes schaffen wollte. Daher betrachten sowohl die Band als auch Fans „12:5“ als ein eigenständiges Werk. Während es von vielen für seine mutigen Interpretationen der Stücke positiv aufgenommen wurde, empfanden andere die Akustikversionen als weniger gelungen.

### „BE“ (2004–2005)
Ab 2003 verbrachte Pain of Salvation die meiste Zeit mit der Erarbeitung ihres bis dahin ambitioniertesten Albums BE, einem Konzeptalbum über das Wesen der Existenz von Gott und Mensch. Daniel Gildenlöw arbeitete bereits seit 1996 am Konzept, bei dem neben der eigentlichen Band auch ein kleines Sinfonieorchester teilhaben sollte. Bevor das Material jedoch für eine CD aufgenommen wurde, spielte die Band das gesamte Programm auf Konzerten in Eskilstuna. Die Konzerte waren dabei als vollwertige Shows mit Kostümen, Bühnenrequisiten und Projektionen ausgelegt. Zusammen mit der Band spielte das neunköpfige Orchestra of Eternity (dt. Orchester der Ewigkeit), das bei den Liedern stark zur Geltung kommt. Eine herausragende Stellung nimmt hierbei der Track Vocari dei ein: Es enthält Aufnahmen eines Anrufbeantworters, den die Band schaltete und Fans weltweit ermunterte, dort anzurufen und eine Nachricht auf den „Anrufbeantworter Gottes“ zu sprechen. Etliche Anrufer nutzten diese Gelegenheit für mitunter sehr bewegende Mitteilungen, bei denen sie lachten, weinten oder ihre Seele ausschütteten. Untermalt wurden die Aufzeichnungen von einer ruhigen Instrumentalbegleitung. Die Band selbst bezeichnet den Song als den ergreifendsten, den sie jemals aufnahmen.
Erst im Februar 2004, nach Absolvierung der Shows und weiterer Detailanpassungen von Gildenlöw, begannen die Studioaufnahmen. Als das Album dann im September 2004 veröffentlicht wurde, spaltete es prompt die Fangemeinde wegen der musikalischen Experimentierfreudigkeit, der philosophischen Inhalte und auch wegen des geringen Stellenwertes des Progressive Metal bei den einzelnen Stücken. Als erste DVD der Band wurde die Aufnahme einer der Eskilstuna-Shows auf den Markt gebracht.

### Scarsick und erneute Umbesetzungen (2005–2008)
Pain of Salvation spielte seit 2004 wegen Daniel Gildenlöws Ablehnung der Fingerabdrucknahme aller ausländischen Besucher und wegen seiner negativen Haltung zur Regierung Bush nicht mehr in den USA. Er findet, dass diese Maßnahmen die demokratischen Rechte und das Recht auf Selbstbestimmung untergrabe. Am 22. Januar 2009 verkündete er seine Unterstützung für den frisch gewählten US-Präsidenten Barack Obama und hob das Konzertembargo auf, beteuerte aber noch einmal seine Haltung zur Fingerabdrucknahme.
Am 21. Februar 2006 wurde Kristoffer Gildenlöw aus der Band geworfen, nachdem es Unstimmigkeiten wegen seiner geringen Anwesenheit bei Bandproben gab, da er in den Niederlanden wohnte und die restliche Band in Schweden. Gildenlöw hat sich seitdem mit anderen Progressive-Metal-Projekten wie Dial beschäftigt. Die Bassspuren spielte bei den kommenden Aufnahmen sein Bruder Daniel ein.
Für das folgende Album Scarsick, das am 22. Januar 2007 herauskam, spielte Daniel Gildenlöw die Bassspuren ein. Das Album wurde gemischt aufgenommen, vor allem die neue Ausrichtung der Band wurde kritisiert. Für die Tournee, die an die Veröffentlichung anschloss, wurde Simon Andersson als Tour-Bassist engagiert und am 10. März 2007 zum vollwertigen Bandmitglied erklärt. Er spielte auch auf den Konzerten mit, die für die zweite Live-DVD Ending Themes (On the Two Deaths of Pain of Salvation) aufgenommen wurden. Auf dieser befindet sich unter anderem eine Coverversion des bekannten Leonard-Cohen-Liedes Hallelujah. Die DVD wurde nach mehreren Verschiebungen am 24. Mai 2009 veröffentlicht.
Aufgrund seines Wunsches, mehr Zeit für seine Familie zu haben, kündigte der Drummer Johan Langell in einer offiziellen Mitteilung am 29. April 2007 seinen Weggang von der Band an, die er letztlich nach Abschluss der Tournee vollzog. Obwohl man sich als Ersatzmann einen schwedischen Drummer gewünscht hatte, fand man am Ende des länglichen Auswahlverfahrens Léo Margarit aus Toulouse am überzeugendsten. Am 6. Oktober desselben Jahres wurde auf dem Motstøy-Festival in Notodden bekanntgegeben, dass er Langell ablösen werde. Beide waren an diesem Konzert anwesend, Letzterer spielte seinen Band-Einstand mit einem dreiminütigen Schlagzeugsolo am Ende des Stückes Nightmist. Bereits Ende 2008 verzeichnete Pain of Salvation einen weiteren Abgang: Der Bassist Simon Andersson verließ die Band, um mehr Zeit für seine Nebenprojekte zu haben und um sich von der Scarsick-Tour zu erholen.

### Die Road-Salt-Reihe (2008–2014)
Am 13. Februar 2009 kündigte Pain of Salvation an, dass sie bei der von Dream Theater ausgerichteten US-Tournee Progressive Nation 2009 teilnehmen würden – dies wäre die erste Tour durch die USA seit mehr als fünf Jahren gewesen. Es wurde allerdings durch die Insolvenz von SPV vereitelt, die Pain of Salvation und Beardfish dazu zwang, mangels Finanzierbarkeit die Tournee abzusagen.
Die Insolvenz führte auch dazu, dass das ursprüngliche Vorhaben der Band, 2009 ein Doppelalbum zu veröffentlichen, nicht umgesetzt werden konnte, obwohl die Instrumente bereits alle eingespielt waren. Am 1. November 2008 wurde aber ein neues Lied Mortar Grind veröffentlicht, das auf dem zukünftigen Album und auch auf einer geplanten EP erscheinen sollte. Das Album sollte dabei ein Konzept ähnlich dem von Remedy Lane verfolgen, dabei aber musikalisch „anders als alles sein, was die Band bisher gemacht hatte“. Da InsideOut Music bald von Century Media übernommen wurde, war die Finanzierungsgrundlage wieder gegeben und das Album konnte fertig gestellt werden, jedoch aufgeteilt auf zwei Einzelalben, von denen das erste Road Salt 1: Ivory heißen werde. Noch während der Arbeiten kündigte die Band im Dezember 2009 an, dass der Titeltrack Road Salt der Beitrag zum Melodifestivalen 2010 werde, dem schwedischen Vorentscheid für den Eurovision Song Contest 2010. Pain of Salvation kam mit diesem Lied bis in die Andra Chansen-Runde (Zweite Chance), schieden dort im Duell jedoch gegen Pernilla Wahlgren aus.
Road Salt One erschien letztlich am 17. Mai in Europa und am 8. Juni 2010 in den USA in zwei leicht verschiedenen Versionen. Auch diesem Album wurde vorgeworfen, sich weiter vom Progressive Metal zu entfernen; so enthält es neben klassischen Hard-Rock- und Blues-Nummern auch einen Walzer und balladeske Stücke. Die darauf folgende Tournee führte die Band außer innerhalb Europas auch nach Indien auf das Manfest in Chennai.
Die Arbeiten am nächsten Studioalbum wurden zunächst unterbrochen, weil Sänger Daniel Gildenlöw Vater geworden war und sich um seine Familie kümmerte. Am 23. September 2011 erschien Road Salt Two bei InsideOut Music. Es folgte 2012 eine Tournee im Vorprogramm von Opeth sowie 2012 eine Headliner-Tour durch Europa. Auf der Tour im Frühjahr 2013 wurde die Band von Anneke van Giersbergen und der isländischen Band Árstíðir begleitet.
Im Herbst 2014 erschien das Akustik-Album Falling Home, das neben einem neuen Song Akustik-Versionen von früheren Werken sowie zwei Coverversionen enthält.

## Stil
Der charakteristische Sound der Band setzt sich aus druckvoller, akzentuierter Gitarrenarbeit und Gitarrensoli sowie klar gesungenen und teilweise gesprochenen oder geflüsterten Gesangslinien von Daniel Gildenlöws über mehrere Oktaven reichender Singstimme zusammen.
In ihren Liedern wechseln sich brachiale Gitarrenriffs mit eher getragenen Passagen ab. Die Band experimentiert vor allem in Sachen Polyrhythmik. Die übrigen Bandmitglieder singen stellenweise Zweit- oder Chorstimmen.
Bis heute sind sämtliche Alben von Pain of Salvation Konzeptalben, auf denen Daniel Gildenlöw persönliche Erfahrungen, Erinnerungen sowie soziokulturelle Themen textlich verarbeitet. Die meisten CD-Cover gestaltet Gildenlöw selbst.

## Diskografie

### Alben
- 1997: Entropia
- 1998: One Hour by the Concrete Lake (thematische Auseinandersetzung mit der Verschmutzung des Karatschai-Sees)
- 2000: The Perfect Element, Part 1
- 2002: Remedy Lane
- 2004: 12:5
- 2004: BE (ChinassiaH)
- 2007: Scarsick (The Perfect Element, Part 2)
- 2010: Road Salt One – Ivory
- 2011: Road Salt Two – Ebony
- 2014: Falling Home
- 2017: In the Passing Light of Day
- 2020: Panther

### EPs
- 2009: Linoleum

### Videoalben
- 2005: BE (Original Stage Production) (Live-DVD & CD)
- 2009: Ending Themes – On The Two Deaths Of Pain Of Salvation (Live-DVD, Dokumentation & CD)